# Nellie Fong
Nellie Fong Wong Kut-man (chinesisch 方黃吉雯; * 7. Februar 1949 in Britisch-Hongkong) ist eine hongkongische Politikerin, Gesundheitsaktivistin und Wirtschaftsprüferin. Sie war von 1988 bis 1991 Abgeordnete im Legislativrat und von 1997 bis 2002 inoffizielles Mitglied des Exekutivrats.

## Leben und Karriere

### Jugend, Bildung und berufliche Karriere
Nellie Fong wurde in Hongkong geboren und wuchs dort auf. Nach dem Besuch der Belilios Public School begann sie 1968 das Studium der Buchhaltung im Vereinigten Königreich. 1973 kehrte sie nach Hongkong zurück und arbeitete als Buchhalterin. Sie wurde 1981 Partnerin von Arthur Andersen & Co. und war von 2002 bis im Juli 2007 Vorsitzende von PricewaterhouseCoopers China Operations.
Fong ist derzeit Mitglied des Institute of Chartered Accountants in England and Wales, des Hong Kong Institute of Certified Public Accountants und des britischen Chartered Institute of Taxation.

### Politische Karriere
Fong war von 1983 bis 1989 Mitglied des Urban Council und eines District Board, sowie von 1988 bis 1991 Abgeordnete des Legislative Council of Hong Kong. 1988 wurde sie zur Friedensrichterin ernannt. 1992 wurde sie einer der ersten Hong Kong Affairs Advisors, die die chinesische Regierung berieten. Zudem war Fong von 1993 bis 1997 Mitglied des Vorbereitungskomitees für die Rückgabe von Hongkong an China und war die Obfrau dessen wirtschaftlicher Abteilung.
Fong gründete 1995 die Better Hong Kong Foundation und war von 1995 bis 2001 Vorsitzende des Leitungskomitees der Stiftung. Im Januar 1997 wurde sie vom ersten Chief Executive of Hong Kong Tung Chee-hwa zum Mitglied des Exekutivrats ernannt, eine Stellung, die bis im Juni 2002 innehatte. 1999 wurde sie Assistentin der Kommission zur Kontrolle und Verwaltung von Staatsvermögen des Staatsrates der Volksrepublik Chinas und half damit, mehrere Unternehmen im Ausland zu registrieren. 2003 bzw. 2008 wurde Fong Mitglied des Nationalkomitees der 10. bzw. 11. politischen Konsultativkonferenz des chinesischen Volkes.

### Sonstiges Engagement
1996 gründete Fong den Hilfsverein Lifeline Express, der einen „Augen-Zug“ durch entlegene Orte in China fahren lässt, um Katarakt-Patienten kostenlose chirurgische Eingriffe zu bieten. 2002 gründete sie dazu in Festlandchina die Chinese Foundation for Lifeline Express und ist heute (Stand 2013) deren stellvertretende leitende Vorsitzende.
Darüber hinaus gründete Fong ein Netzwerk von Microsurgical Eye Training Centers in den am wenigsten entwickelten Provinzen Chinas, das Ärzte in Laboren sowie durch Telemedizin und die Internetplattform lxlearn.com (nicht mehr verfügbar) ausbildete.

## Auszeichnungen
- 1999: Gold Bauhinia Star[11]
- 2005: Chinese Individual Charity Award durch das Ministerium für zivile Angelegenheiten der Volksrepublik China[12]
- 2006 Award of China’s Top 10 Individuals from Industry and Commerce durch der gemeinsame Ausschuss für Bildung, Wissenschaft, Kultur, Gesundheit und Sport der politischen Konsultativkonferenz des chinesischen Volkes[13]
- November 2008: Outstanding Individual Award on Charity durch das Ministerium für zivile Angelegenheiten der Volksrepublik China[14]
- Dezember 2008: Clinton Global Initiative Award, durch den US-Präsidenten Bill Clinton für ihre Bemühungen zur Linderung der Kataraktblindheit in ländlichen Gebieten in Festlandchina.[15]
- Asia Philanthropists 2014 durch Forbes[16]